# Loken (Ekshärads socken, Värmland)
Loken är en sjö i Hagfors kommun i Värmland och ingår i Göta älvs huvudavrinningsområde. Sjön är 10 meter djup, har en yta på 0,184 kvadratkilometer och befinner sig 140 meter över havet.